# Conjecture de Brocard
Pour les articles homonymes, voir Brocard.
| n                                    | pn | pn2 | Nombres premiers         | Δ  |
| ------------------------------------ | -- | --- | ------------------------ | -- |
| 1                                    | 2  | 4   | 5, 7                     | 2  |
| 2                                    | 3  | 9   | 11, 13, 17, 19, 23       | 5  |
| 3                                    | 5  | 25  | 29, 31, 37, 41, 43, 47   | 6  |
| 4                                    | 7  | 49  | 53, 59, 61, 67, 71…      | 15 |
| 5                                    | 11 | 121 | 127, 131, 137, 139, 149… | 9  |
| Δ est le nombre de nombres premiers. |    |     |                          |    |

En théorie des nombres, la conjecture de Brocard est une conjecture du nom d'Henri Brocard selon laquelle il y a au moins quatre nombres premiers entre pn2 et pn+12, pour tout n > 1, où pn est le nème nombre premier :
{\displaystyle \forall n\geqslant 2,\pi (p_{n+1}^{2})-\pi (p_{n}^{2})\geqslant 4,}
ou π désigne la fonction de compte des nombres premiers.
Le nombre de nombres premiers entre les carrés de nombres premiers est de 2, 5, 6, 15, 9, 22, 11, 27... (suite A050216 de l'OEIS).
La conjecture de Legendre selon laquelle il y a toujours un nombre premier entre deux carrés implique directement qu'il y a au moins deux nombres premiers entre deux premiers carrés pour pn ≥ 3 puisque pn+1 - pn ≥ 2.